# Iglesia de San Miguel (San Miguel del Pino)
La iglesia de San Miguel es un templo católico ubicado en la localidad de San Miguel del Pino, Provincia de Valladolid, Castilla y León, España. Construida en piedra en el siglo XII luego ha sido reformada en siglos posteriores.

## Galería

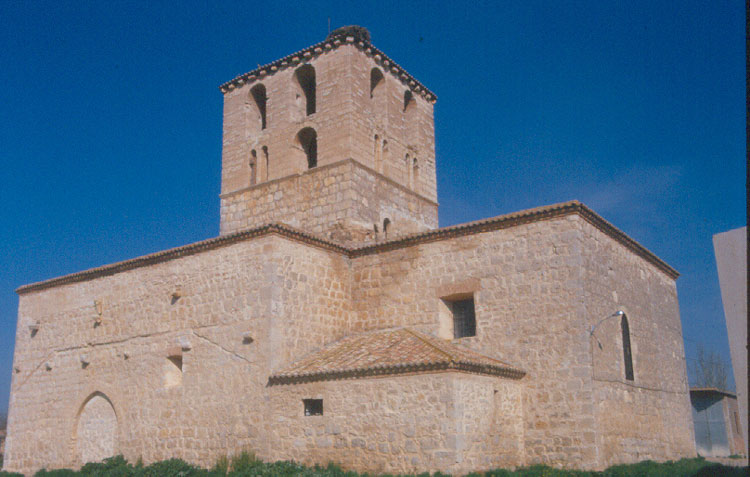
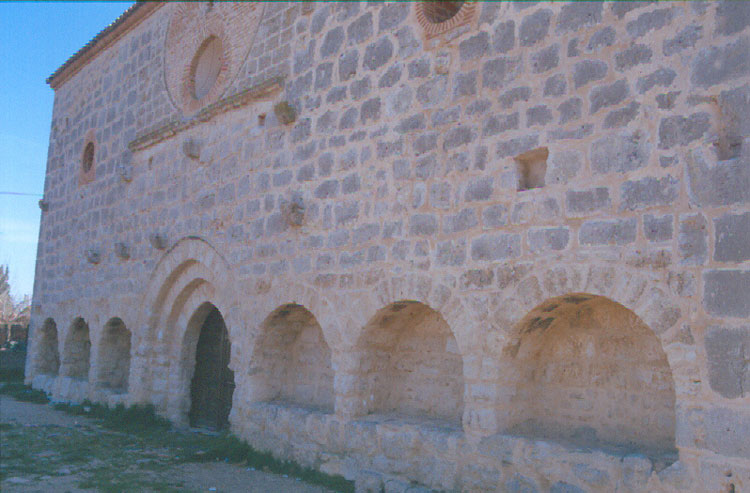
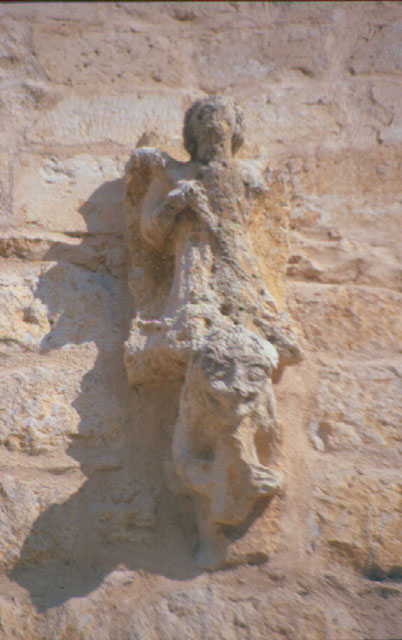